# Armando Maunier
Armando Maunier Fernández del Villar (Barcellona, 11 luglio 1907 – dicembre 1998) è stato un cestista spagnolo.

## Carriera
Figlio di padre francese e madre spagnola, giocò nel corso degli anni trenta con la Societé Patrie, club con sede a Barcellona e centro di formazione militare per i francesi residenti nella città catalana.
Fu tra i cestisti che il 15 aprile 1935 disputarono la prima partita della storia della Spagna. Con la selezione spagnola disputò la prima edizione degli Europei, conquistando la medaglia d'argento alle spalle della Lettonia. Con la "Roja" ha collezionato in totale 4 presenze.